# Lògica epistèmica
La lògica epistèmica és un camp de la lògica modal que s'ocupa del raonament sobre el coneixement. Mentre que l'epistemologia té una llarga tradició filosòfica que s'origina en la Grècia Antiga, la lògica epistèmica és un desenvolupament molt més recent amb aplicacions en nombrosos camps, com ara filosofia, ciència computacional teòrica, intel·ligència artificial, economia i lingüística. Mentre que els filòsofs a partir d'Aristòtil han discutit la lògica modal, i els filòsofs medievals com Guillem d'Occam i Duns Escot van desenvolupar nombroses observacions, va ser Clarence Irving Lewis qui el 1912 va realitzar el primer tractament simbòlic i sistemàtic d'aquest tema. El tema va continuar madurant, arribant a la seva forma moderna a 1963 a partir del treball de Saul Kripke.
Durant la dècada de 1950 es van publicar nombrosos treballs que feia esment en passar una lògica del coneixement, però és acabat el treball de Georg Henrik von Wright titulat «An Essay in Modal Logic» publicat a 1951 el qual és reconegut com el document fundacional. No va ser fins a 1962 que Jaakko Hintikka, escriu «Knowledge and Belief», el primer treball extens que suggereix utilitzar modalitats per capturar la semàntica del coneixement en comptes d'utilitzar les premisses aletes amb què típicament es desenvolupa la lògica modal. Si bé aquest treball va establir les bases del tema, des de llavors s'han realitzat nombroses investigacions i avenços. Per exemple, la lògica epistèmica ha estat recentment combinada amb algunes idees preses de la lògica dinàmica per crear una lògica de les comunicacions públiques i una lògica d'actualització de producte, que intenten modelar les subtileses epistèmiques de les converses. Els treballs fundacionals en aquest camp són els realitzats per Plaza, Johan van Benthem, i Baltag, Moss, i Solecki.

## Model estàndard de mons possibles
La majoria dels intents de modelar el coneixement s'han basat en el model dels mons possibles. Per poder procedir, cal dividir el conjunt de mons possibles entre aquells que són compatibles amb el coneixement d'un agent, i aquells que no ho són. Si bé aquesta discussió se centra bàsicament a acomplir aquesta tasca utilitzant l'enfocament basat en la lògica, val la pena esmentar l'altre mètode primari que s'utilitza que és el tractament basat en actes. En aquesta aplicació en particular els esdeveniments són conjunts de mons possibles, i el coneixement és un operador sobre els esdeveniments. Si bé les estratègies estan relacionades, hi ha dos importants diferències entre elles:
- El model matemàtic subjacent del tractament basat en la lògica són les estructures de Kripke, mentre que el tractament basat en els esdeveniments utilitza les estructures d'Aumann.
- En el tractament basat en esdeveniments les fórmules lògiques no es fan servir de cap manera, mentre que en el mètode basat en la lògica utilitza el sistema de la lògica modal.

Típicament, el tractament basat en la lògica ha estat utilitzat en els camps de la filosofia, la lògica i la intel·ligència artificial, mentre que el tractament basat en esdeveniments és més comunament utilitzat en camps com la teoria de jocs i economia matemàtica. En el mètode basat en la lògica, s'han construït una sintaxi i una semàntica utilitzant el llenguatge de la lògica modal, que es descriu a continuació.

### Sintaxi
L'operador modal bàsic de la lògica epistèmica, normalment escrit amb el símbol K, es pot interpretar com significant "se sap que", "és necessari des d'un punt de vista epistèmic que", o "és inconsistent amb el que sabem que no ". Si aquesta representant el coneixement de més d'un agent, llavors s'agreguen subíndexs a l'operador ({\displaystyle {\mathit {K}}_{1}}, {\displaystyle {\mathit {K}}_{2}}, etc.) Per indicar quin és l'agent al qual s'està fent referència. De forma tal que {\displaystyle {\mathit {K}}_{a}\varphi } vol dir" l'agent {\displaystyle a} sap que {\displaystyle \varphi }. " El dual de K, que estaria en la mateixa relació amb K que {\displaystyle \Diamond } és a {\displaystyle \Box }, no té un símbol específic, però pot ser representat com {\displaystyle \neg K_{a}\neg \varphi }, el que es llegeix com "{\displaystyle a} no sap que no {\displaystyle \varphi }" o "{\displaystyle a} és {\displaystyle \varphi } possible ". "{\displaystyle a} no sap si {\displaystyle \varphi }" es pot expressar com {\displaystyle \neg K_{a}\varphi \land \neg K_{a}\neg \varphi }.
De manera tal de poder utilitzar les nocions de coneixement comú i coneixement distribuït, es poden afegir tres operadors modals addicionals al llenguatge. Ells són {\displaystyle {\mathit {E}}_{\mathit {G}}}, que es llegeix "tot agent en el grup G sap"; {\displaystyle {\mathit {C}}_{\mathit {G}}}, que es llegeix "és un coneixement en posició de tot agent a G", i {\displaystyle {\mathit {D}}_{\mathit {G}}}, que es llegeix "és coneixement distribuït a tot agent en G ". Si {\displaystyle \varphi } és una fórmula del nostre llenguatge, aleshores també ho són {\displaystyle {\mathit {E}}_{G}\varphi }, {\displaystyle {\mathit {C}}_{G}\varphi }, i {\displaystyle {\mathit {D}}_{G}\varphi }. De la mateixa manera en què es pot ometre el subíndex després de {\displaystyle {\mathit {K}}} quan hi ha un sol agent, el subíndex després dels operadors modals {\displaystyle {\mathit {E}}}, {\displaystyle {\mathit {C}}}, i {\displaystyle {\mathit {D}}} pot ser omès quan el grup és un conjunt d'agents.

### Semàntica
Tal com es va esmentar prèviament, l'enfocament basat en la lògica es construeix a partir del model dels mons possibles, on les semàntiques d'aquests s'expressen en general mitjançant estructures de Kripke, també conegudes com a models de Kripke. Una estructura de Kripke M per n agents sobre {\displaystyle \Phi } és un tuple {\displaystyle (S,\pi ,{\mathcal {K}}_{1},...,{\mathcal {K}}_{n})}, on S és un conjunt no buit de estats o mons possibles, {\displaystyle \pi } és una interpretació que associa cada estat a S a una assignació de debò les proposicions primitives a {\displaystyle \Phi }, i {\displaystyle {\mathcal {K}}_{1},...,{\mathcal {K}}_{n}} són les relacions binàries a S per n agents. és important no confondre {\displaystyle K_{i}}, l'operador modal, i {\displaystyle {\mathcal {K}}_{i}}, la nostra relació d'accessibilitat.
L'assignació de veritat ens indica si una proposició p és vertadera o falsa en un cert estat. D'aquesta manera {\displaystyle \pi (s)(p)} ens indica si p és veritable en l'estat s en el model {\displaystyle {\mathcal {M}}}. La veritat depèn no només de l'estructura, sinó que també del món actual. Només perquè alguna cosa sigui veritable en un món no vol dir que també sigui vertader en un altre món. Per demostrar que una fórmula {\displaystyle \varphi } és vertadera en un cert món, s'escriu {\displaystyle (M,s)\models \varphi }, normalment interpretat com "{\displaystyle \varphi } és veritable a (M, s), "o" (M, s) compleix amb la relació {\displaystyle \varphi } ".
És útil pensar la relació binària {\displaystyle {\mathcal {K}}_{i}} com una relació de possibilitat, perquè la mateixa captura en què mons o estats és que l'agent i considera que són possibles. En general té sentit que {\displaystyle {\mathcal {K}}_{i}} sigui una relació d'equivalència, atès que aquesta és la forma més forta i és la més apropiada per a la majoria de les aplicacions. Una relació d'equivalència és una relació binària que és reflexiva, simètrica, i transitiva. La relació d'accessibilitat no posseeix aquestes qualitats; certament hi ha altres opcions possibles, com les que s'utilitzen quan es modelen creences en lloc de coneixement.

## Propietats del coneixement
Suposant que {\displaystyle {\mathcal {K}}_{i}} és una relació d'equivalència, i que els agents són raonats perfectes, es poden derivar algunes propietats del coneixement. Les propietats indicades aquí se les sol anomenar "propietats S5," per les raons que s'expliquen més endavant en la secció d'Axiomes.

### L'axioma de distribució
Aquest axioma és tradicionalment conegut en la lògica epistèmica com a K (tot i que convé no confondre'l amb l'axioma que rep aquest mateix nom en lògica modal). En termes epistèmics, estableix que si un agent i sap o coneix que {\displaystyle \varphi } i també sap que {\displaystyle \varphi } implica {\displaystyle \psi }, aleshores l'agent i sap també que {\displaystyle \psi }. Pel que,
{\displaystyle (K_{i}\varphi \land K_{i}(\varphi \implies \psi ))\implies K_{i}\psi }

### La regla de generalització del coneixement
Una altra propietat que es pot derivar és que si {\displaystyle \varphi } és vàlid, llavors ho és {\displaystyle K_{i}\varphi }. La qual cosa no vol dir que si {\displaystyle \varphi } és veritable, aquest agent i sap/coneix {\displaystyle \varphi }. El que vol dir és que si {\displaystyle \varphi } és veritable en tot món que un agent consideri com un món possible, llavors l'agent ha de conèixer/saber {\displaystyle \varphi } en tots els mons possibles.
Si {\displaystyle M\models \varphi } llavors {\displaystyle M\models K_{i}\varphi }

### L'axioma de la veritat o coneixement
Aquest axioma és conegut com a axioma T. El mateix estableix que si un agent coneix fets, els fets han de ser veritables. Això ha estat sovint pres com la principal característica que diferencia al coneixement de la creença. Mentre que és possible creure en alguna cosa que és fals, no es pot conèixer/saber una cosa que és fals.
{\displaystyle K_{i}\varphi \implies \varphi }

### L'axioma de la introspecció positiva
Aquesta propietat i la següent estableixen que un agent té introspecció sobre el seu propi coneixement, i se'ls coneix tradicionalment sota els noms d'axiomes 4 i 5, respectivament. L'axioma de la introspecció positiva, també conegut com a axioma KK, diu específicament que els agents saben que és el que saben/coneixen . aquest axioma pot semblar menys obvi que els enumerats prèviament, i Timothy Williamson ha argumentat en contra de la seva inclusió en el seu llibre, Knowledge and Its Limits.
{\displaystyle K_{i}\varphi \implies K_{i}K_{i}\varphi }

### L'axioma de la introspecció negativa
L'axioma de la introspecció negativa diu que els agents saben que és el que no saben/coneixen.
{\displaystyle \neg K_{i}\varphi \implies K_{i}\neg K_{i}\varphi }

## Sistemes d'axiomes
Es poden derivar diferents lògiques modals prenent diferents subconjunts d'aquests axiomes, i aquestes lògiques són normalment anomenades segons els axiomes més importants que s'utilitzin. No obstant això, no sempre és aquest el cas. KT45, la lògica modal que resulta de combinar K, T, 4, 5, i la Regla de Generalització del Coneixement, és coneguda com a S5. Aquesta és la raó per la qual les propietats descrites prèviament són sovint anomenades propietats S5.
La lògica epistèmica també analitza les creences, no només el coneixement. L'operador bàsic modal en general s'escriu com B en comptes de K. No obstant això en aquest cas, l'axioma del coneixement no sembla veritable - només de vegades els agents creuen la veritat - per la qual cosa en general se'l reemplaça amb l'axioma de consistència, tradicionalment anomenat D :
{\displaystyle \neg B_{i}\bot }
el qual estableix que l'agent no creu una contradicció, o el que és fals. Quan D reemplaça a T a S5, el sistema resultant s'anomena KD45. Això també resulta en un conjunt de propietats diferents per {\displaystyle {\mathcal {K}}_{i}}. Per exemple, en un sistema en el qual un agent "creu" que alguna cosa és veritable, però en realitat no ho és, la relació d'accessibilitat seria no reflexiva. La lògica de les creences es diu lògica doxàstica.